# Louis Desmet (politicus)
Louis Emile Marius Desmet (Fayt-lez-Manage, 19 februari 1900 - La Louvière, 1985) was een Belgisch senator.

## Levensloop
Desmet werd algemeen directeur van de coöperatieve vennootschap Au Progrès. 
Als jonge man werd hij in 1926 gemeenteraadslid van Fayt-lez-Manage en dit tot in 1936. In 1952 werd hij opnieuw gemeenteraadslid.
In 1950 werd hij door de provincieraad van Henegouwen gekozen als socialistisch senator en vervulde dit mandaat tot in 1965. Aan de pensioenleeftijd trok hij zich terug.